# Ludwik Tyszkiewicz
Ludwik Skumin Tyszkiewicz (1748-28 juin 1808), grand greffier de Lituanie (pl) (1775-1780), hetman de Lituanie (1780), grand trésorier de Lituanie (pl) (1791), grand maréchal de Lituanie (1793).

## Sources
- Notices d'autorité :   - VIAF
  - ISNI
  - Pologne
  - NUKAT

- (en) Cet article est partiellement ou en totalité issu de l’article de Wikipédia en anglais intitulé « Ludwik Skumin Tyszkiewicz » (voir la liste des auteurs).

- (pl) Cet article est partiellement ou en totalité issu de l’article de Wikipédia en polonais intitulé « Ludwik Skumin Tyszkiewicz » (voir la liste des auteurs).